# Kernilis
Kernilis település Franciaországban, Finistère megyében. Lakosainak száma 1418 fő (2022. január 1.). Kernilis Guissény, Le Folgoët, Lanarvily, Loc-Brévalaire, Plouguerneau, Plouvien és Saint-Frégant községekkel határos.

## Népesség
A település népességének változása:
| Lakosok száma | 771  | 905  | 1016 | 1185 | 1434 | 1461 | 1453 | 1422 | 1417 | 1418 |
|               | 1968 | 1982 | 1990 | 2006 | 2013 | 2015 | 2017 | 2019 | 2020 | 2022 |